# Leone I di Ravenna
Leone I (... – Ravenna, 777) è stato un arcivescovo italiano, detentore della sede di Ravenna dal 770 fino alla sua morte nel 777.

## Biografia
La data di nascita e le origini di Leone non sono note. Compare per la prima volta nelle fonti nel 755 quando, arcidiacono, è uno dei capi dell'opposizione a papa Stefano II (752-757). Nel 769 morì l'arcivescovo Sergio, che aveva guidato la Chiesa ravennate dal 744. Il clero ravennate scelse Leone come nuovo vescovo. Riuscì a prendere possesso della sua sede soltanto due anni dopo, per l'intrusione di Michele, scriniarius (copista) della Chiesa ravennate, imposto con le armi da Maurizio, il dux della Pentapoli marittima, cui faceva capo il re dei Longobardi Desiderio. Mentre Michele si insediava sul trono esarcale, Leone venne arrestato e rinchiuso in una prigione a Rimini.
I sostenitori di Michele a Ravenna inviarono a papa Stefano III (768-772) numerose offerte di doni affinché lo consacrasse come arcivescovo, ma il pontefice si rifiutò di consacrarlo. Gli eventi presero una svolta decisamente inaspettata un anno dopo (770), quando la regina vedova dei Franchi Bertrada di Laon giunse nell'Urbe in visita al pontefice. Bertrada annunciò a Stefano III il suo desiderio di far sposare il suo figlio primogenito Carlo con la figlia del re longobardo Desiderio. Ottenuta l'approvazione pontificia, i Franchi si mossero immediatamente. Carlo inviò a Ravenna un contingente militare, a capo del quale pose
un suo missus, Ugobaldo. Michele fu arrestato e condotto prigioniero a Roma. Leone fu liberato ed anch'egli si recò a Roma, dove fu consacrato arcivescovo. Una volta insediatosi sulla cattedra ravennate, Leone ritenne appropriato intitolarsi, nei suoi documenti, «arcivescovo e primate della Santa Chiesa cattolica ravennate ed esarca d'Italia». Gli eventi successivi confermarono la sua volontà di agire in maniera autonoma rispetto alla Sede Apostolica.
A Roma il papa doveva mantenere un forzato equilibrio tra la nobiltà cittadina, l'alleanza coi Franchi e le relazioni coi Longobardi. La morte di Stefano e l'avvento di Adriano I (febbraio 772) mutarono nettamente il precario equilibrio raggiunto dalle forze in campo. L'elezione di Adriano segnò la vittoria dei filo-franchi sulla fazione pro-longobardi. Poco tempo dopo il nuovo pontefice si adoperò per rimuovere l'influenza di Paolo Afiarta, capo della fazione pro-longobardi. Lo allontanò da Roma mandandolo in missione diplomatica a Pavia. Il papa intendeva così guadagnare tempo sufficiente per organizzare un processo contro di lui. Durante la sua assenza fece condurre un'inchiesta sulla sua responsabilità riguardo a gravi fatti accaduti durante il pontificato precedente. Paolo Afiarta non riuscì a raggiungere Pavia prima che Desiderio lanciasse un attacco contro i territori esarcali e si impadronisse di Ferrara, Comacchio e Faenza. Leone, in seguito a questo attacco, scrisse ad Adriano per chiedere rinforzi, poiché le truppe longobarde cominciavano a rappresentare una minaccia per la stessa Ravenna.
Intanto a Roma Adriano I aveva trovato le prove per processare Paolo. Il papa ordinò a Leone di arrestarlo allorché, tornando dalla sua missione a Pavia egli sarebbe passato da Ravenna o da Rimini. In un'ulteriore lettera, Adriano fornì a Leone maggiori dettagli su come avrebbe dovuto trattare Afiarta, ordinando che il prigioniero fosse mandato in esilio in Grecia. Ma Leone si spinse oltre e, malgrado la forte disapprovazione di Adriano, lo fece giustiziare a Ravenna. Quando gli inviati papali raggiunsero l'Esarcato per prendere in consegna Afiarta scoprirono che era già morto.
Nella primavera del 773 l'esercito di Carlo, chiamato dal papa, scese in Italia per debellare la minaccia longobarda. Nello stesso periodo Leone tentò di imporre sui territori dell'ex Esarcato la propria indipendente autorità a scapito di quella papale. Le sue mire si estendevano a Cesena, Forlimpopoli, Forlì, Faenza, Imola, Bologna (tutte sulla Via Emilia), ma anche su Comacchio e Ferrara, dove egli aveva sostituito gli amministratori papali con uomini di sua fiducia. Secondo una tradizione raccolta da Agnello Ravennate (molto probabilmente senza fondamento) quando seppe che Carlo aveva attraversato le Alpi per attaccare i Longobardi (agosto-settembre del 773), mandò in suo aiuto un uomo (il diacono Martino) che, incontrato il re franco nella Val di Susa, seppe indicargli la strada più sicura per aggirare lo schieramento difensivo longobardo posto alla chiusa di San Michele. Il 5 giugno 774 cadde Pavia e Desiderio si consegnò ai Franchi. Terminava così il plurisecolare regno longobardo in Italia. Verso la fine dello stesso anno Leone inviò un'ambasceria al re dei Franchi (evento documentato storicamente), cui seguì, nella primavera del 775, una visita ufficiale. Leone tornò a Ravenna forte dell'amicizia di Carlo e sicuro che il re franco non avrebbe invaso il suo territorio.
Il papa invece mantenne il suo proposito di sottoporre Ravenna all'autorità della Sede Apostolica. Decise di non attaccare direttamente la città, ma piuttosto di trovare degli argomenti per screditare il suo arcivescovo. Tra il 774 e il 776 Adriano inviò quattro lettere a Carlo (raccolte nel Codex Carolinus) nelle quali accusò Leone di aver posto sotto il suo pieno controllo le città dell'Esarcato e della Pentapoli, escludendo da esse e dal resto della sua arcidiocesi i funzionari pontifici (come nel caso del sacerdote Gregorio, cui non fu permesso di entrare a Bologna e a Imola). In un'altra lettera papa Adriano si lamentò del fatto che Leone aveva fatto imprigionare l'inviato papale, il conte Domenico. In sostanza, il papa accusò Leone di aver accentrato su di sé ogni aspetto del governo di Ravenna, sia temporale che spirituale. Leone replicò sostenendo che era stato il papa stesso ad autorizzare queste azioni.
Le accuse di Adriano però non intaccarono il rapporto tra Carlo e Leone, che continuò ad essere ben visto dalla corte franca. Leone morì a Ravenna il 14 febbraio 777.

## Leone nella storiografia
Il ruolo ricoperto dall'arcivescovo Leone nell'apertura di una spaccatura tra il re franco e il papa è stato messo in dubbio da alcuni storici. Janet Nelson, per esempio, ha scritto nella sua biografia di Carlo Magno che fu proprio il re franco ad appoggiare la presa di posizione di Leone contro il papato per assicurarsi un maggiore controllo sulla diocesi ravennate. Al contrario, Thomas Noble scrive che anche se Carlo Magno era davvero disposto a buoni rapporti con Leone, non era in alcun modo un suo vero sostenitore contro Roma. Noble ritiene che questa disposizione amichevole fosse un risultato naturale dell'intervento iniziale di Carlo Magno a Ravenna per far sedere Leone sul suo trono episcopale.